# 奥林匹亚 (圣保罗州)
奥林匹亚（葡萄牙語：Olímpia）是巴西圣保罗州的一个市镇。总面积803.509平方公里，总人口50602人，人口密度63人/平方公里。